# Gambialoa uara
Gambialoa uara är en insektsart som beskrevs av Irena Dworakowska 1981. Gambialoa uara ingår i släktet Gambialoa och familjen dvärgstritar. Inga underarter finns listade i Catalogue of Life.